# Gregor Mendel Gesellschaft Wien
Die Gregor Mendel Gesellschaft Wien (GMGW) ist ein wissenschaftlicher Verein mit Sitz in Wien. Zweck und Ziel der Gesellschaft ist es, das Wissen über Gregor Mendel sowie über Angewandte Genetik und deren große Relevanz (insbesondere für Pflanzenzüchtung, Tierzucht, und Humangenetik) in der breiten Öffentlichkeit zu vermehren und dessen Verbreitung zu fördern. Der Verein wurde 1972 von dem Pflanzenzüchter Alfred Buchinger gegründet, der ein Schüler von Erich Tschermak-Seysenegg war, einem der Wiederentdecker der Mendelschen Regeln der Vererbung im Jahr 1900. Der Verein unterliegt dem österreichischen Vereinsrecht und ist Mitglied im Verband wissenschaftlicher Gesellschaften Österreichs.

## Aktivitäten
Die Gregor Mendel Gesellschaft Wien veranstaltet wissenschaftliche Symposien, einzelne Vorträge und Exkursionen, um die gesellschaftliche und wirtschaftliche Bedeutung der Genetik zu untermauern. Seit 2016 nimmt die Gesellschaft am International Mendel Day teil, der am 8. März jeden Jahres begangen wird und an den Vortrag von Gregor Mendel am 8. März 1865 erinnern soll, bei dem Mendel vor der Mährischen Ackerbaugesellschaft in Brünn die Ergebnisse seiner Hybridisierungs-Experimente bei Erbsen vorstellte, welche er 1866 unter dem Titel Versuche über Pflanzen-Hybriden publizierte. Der International Mendel Day wird vom Mendelianum organisiert, einem zum Mährischen Landesmuseum Brünn gehörenden wissenschaftlichen Institut, das sich mit der Sammlung biographischer Details zu Gregor Mendel sowie der Wissenschaftsgeschichte der Genetik beschäftigt. Im Gedenkjahr 2022 wurde der 200. Geburtstag von Gregor Mendel in einer Reihe von Vermittlungs-Veranstaltungen mit dem Ziel einer verbesserten Wissenschaftskommunikation in Brünn und Wien gefeiert.

## Mitglieder
Mitglieder des Vereins waren u. a. Peter Ruckenbauer (1939–2019, Professor an der Universität Hohenheim und der Universität für Bodenkultur Wien) sowie Hermann Hänsel (1918–2005). Der Pflanzenzüchter Hermann Hänsel und dessen Vater Ludwig Hänsel waren mit dem österreichisch-britischen Philosophen Ludwig Wittgenstein befreundet, mit dem sie zeitlebens korrespondierten. Derzeitige Vorstandsmitglieder sind u. a. der Züchtungsforscher Hermann Bürstmayr (Präsident), die Genetikerin Eva Maria Molin (Präsident-Stellvertreterin), der Veterinärmediziner Gottfried Brem, der Forstgenetiker Berthold Heinze, die Pflanzenzüchterin Franziska Löschenberger und der Populationsgenetiker Gábor Mészáros.